# Jaraguá EC
Der Jaraguá Esporte Clube, in der Regel nur kurz Jaraguá genannt, ist ein Fußballverein aus Jaraguá im brasilianischen Bundesstaat Goiás.
Aktuell spielt der Verein in der vierten brasilianischen Liga, der Série D.

## Erfolge
- Staatsmeisterschaft von Goiás – 2nd Division: 2019
- Staatsmeisterschaft von Goiás – 3rd Division: 2017

## Stadion
Der Verein trägt seine Heimspiele im Estadio Municipal Doutor Amintas de Freitas, auch einfach nur Estádio Amintas de Freitas genannt, in Jaraguá aus. Das Stadion hat ein Fassungsvermögen von 4000 Personen.

## Trainerchronik
Stand: 26. Juni 2021
| Trainer                    | Nation    | von              | bis              |
| -------------------------- | --------- | ---------------- | ---------------- |
| Fabiano Borba              | Brasilien | 7. Dezember 2020 | 19. Februar 2021 |
| José Roberto Silva         | Brasilien | 22. Februar 2021 | 9. März 2021     |
| Rafael Toledo              | Brasilien | 9. März 2021     | ?                |
| Estevão Cirilo Dantas Neto | Brasilien | Juni 2021        |                  |